# Phare de Southwest Reef
Le phare de Southwest Reef (en anglais : Southwest Reef Light), est un phare historique situé dans le Bassin d'Atchafalaya dans la Paroisse de Sainte-Marie en Louisiane. Il a remplacé un bateau-phare sur le même site de Southwest Reef.
Il servait à guider les navires autour du récif et dans le principal canal de la rivière Atchafalaya. Il a été désactivé en 1916 après le dragage d'un nouveau chenal, le rendant obsolète. Le phare de Point Au Fer l'a remplacé.
Il est inscrit au Registre national des lieux historiques depuis le 12 septembre 1991 sous le n° 91001152.

## Histoire
Il est resté en place sur le récif jusqu’en 1987, date à laquelle la ville de Berwick, paya pour qu'on le transfère à environ 40 km en amont dans un parc de la ville situé sur la rivière Atchafalaya.

## Description
Le phare d'origine est une tour carrée en fonte  de 12 m de haut, montée sur quatre pieux métalliques. La tour est totalement peinte en rouge vif.
Identifiant : ARLHS : USA-780 . 

### Lien connexe
- Liste des phares de la Louisiane